# Lei Wulong
Lei Wulong (レイ・ウーロン?, Rei Uron) è un personaggio immaginario della serie di videogiochi picchiaduro Tekken, apparso per la prima volta in Tekken 2.

## Descrizione

### Aspetto
Lei è un poliziotto quarantacinquenne di Hong Kong, maestro dei cinque stili del Kung Fu, che nonostante la sua età si tiene in forma allenandosi costantemente.

### Caratteristiche
Lei è maestro dei cinque stili di combattimento del Kung Fu: Mantide, Scimmia, Serpente, Tigre e Gru.
Grazie alla sua grande varietà di mosse, Lei possiede molte combinazioni di attacchi equilibrati fra calci e pugni. Una volta messa in atto una posa di combattimento le mosse si sbloccano e permettono di fare nuovi attacchi. Non è solo la grandissima quantità delle mosse la caratteristica di Lei, ma l'equilibrio generale tra le sue capacità fanno sì che non abbia dei punti deboli significativi.
La sua velocità ha subito discrete ma continue migliorie e, rispetto al passato, ha raggiunto dei buoni livelli.

## Storia

### Tekken 2
Lei Wulong è il detective numero 1 della Forza internazionale della polizia di Hong Kong. Un certo numero di morti sono collegate a Kazuya Mishima, così un suo collega andò ad investigare ma fu ucciso da Bruce Irvin, un combattente assunto da Kazuya. La cosa fece andare su tutte le furie Lei, il quale partecipò al torneo per rintracciare la base di Kazuya e vendicare il suo compagno morto.

### Tekken - The Animation
Lei Wulong collabora con Jun Kazama per indagare su Heihachi Mishima e la Mishima Zaibatsu durante il torneo.

### Tekken 3
Lei, alla fine del secondo torneo è riuscito a catturare Bruce, il quale però scappò. L'aereo di Bruce precipitò, uccidendo tutti i passeggeri a bordo. Le indagini e le intuizioni di Lei lo portano a credere che l'incidente era stato pianificato e crede che Bruce sia ancora vivo. Dopo l'ultimo torneo, Lei tornò al suo lavoro di investigatore del crimine internazionale. Indaga sulle strane scomparse di importanti artisti marziali. Nel corso di queste indagini, incontra Heihachi Mishima. Lei prese in mano i casi della Mishima Corporation e per Heihachi iniziava ad essere un pericolo, così lo invitò al terzo torneo e vedere se aveva abbastanza coraggio per partecipare.

### Tekken 4
La vita di Lei è stata consumata, come al solito, dal lavoro della polizia. La sua ragazza, stufa di non vederlo mai per colpa del suo lavoro lo lasciò, così lui cadde in depressione. Allo stesso tempo, Lei fallì un'operazione per portare un criminale alla giustizia. Lei non è riuscito a catturare un agente del sindacato, che avrebbe permesso alla polizia di abbattere il capo del sindacato. Il fallimento è costato alla polizia due anni di intense indagini sotto copertura. Lei prese una sospensione di un mese. Durante la sua sospensione, Lei apprende da un informatore che il sindacato stava complottando per assassinare un pugile partecipante al King of Iron Fist Tournament 4. Lei pensò che partecipando al torneo avrebbe potuto ottenere delle informazioni importanti, bloccare il killer e smascherare il collegamento con il sindacato. Così, Lei partecipa al torneo con la speranza di riguadagnarsi il suo onore. Nel suo epilogo, vinto il torneo il detective Lei sfrutta la Mishima Zaibatsu per scoprire l'identità e il nascondiglio dell'assassino assunto dal Sindacato della compagnia per uccidere Steve Fox. Scoperto che l'assassino è Nina Williams e che alloggia in un hotel in città, Lei si reca sul posto per arrestarla. Nina riesce tuttavia a fuggire ma per strada si ferma quando incontra Steve Fox, ciò da modo a Lei di ferirla sparandole ad una gamba anche se il detective viene successivamente messo KO da un placcaggio di Steve Fox che lo credeva un criminale. Tuttavia grazie a lui, Nina viene arrestata e alla fine Lei legge sui giornali del suo successo. Inoltre la confessione dell'assassina ha fatto cadere tutta l'organizzazione nota come il Sindacato della Mishima Zaibatsu, al soldo di Heihachi. Soddisfatto Lei ammicca a se stesso, felice.

### Tekken 5
Lei Wulong, dopo aver arrestato diversi membri del sindacato alla fine del King of Iron Fist Tournament 4, divenne ben presto interessato ad una serie di attacchi alle palestre di arti marziali in tutta la Cina e ha avviato un'indagine sulla questione. Tra le vittime ci sono diversi famosi maestri di kung fu che Lei conosceva personalmente. Tuttavia, in quel periodo i criminali non si fecero più vivi, così le indagini si bloccarono.
Poi Lei ricevette la notizia che simili eventi stavano succedendo anche in Giappone. Lei si convinse senza che i criminali avrebbero colpito il 5º Torneo del Pugno di Ferro, così decise di parteciparvi nuovamente. Nel suo epilogo il senso di giustizia del detective della polizia cinese Lei è troppo forte quindi decide di non abbandonare il suo lavoro di poliziotto, malgrado sia ora a capo di una compagnia multimiliardaria, la Mishima Zaibatsu, avendo vinto il torneo. A causa di ciò, non fa nemmeno in tempo a festeggiare la sua vittoria al torneo di arti marziali, che subito gli viene affidato un nuovo caso ad Hong Kong. Dopo aver preso il primo aereo lo ritroviamo intento a combattere contro un malvivente in cima ad un camion in corsa. Lei ha la meglio in pochi secondi e sembra riuscire ad arrestare il criminale, ma per confermarne la cattura si distrae e sbatte contro un'insegna stradale cadendo dal camion e venendo così costretto a lasciar andare il malvivente.
Sub-boss di Lei sono Wang Jinrei e Feng Wei. Lei è sub-boss di stage 4 di Bryan Fury, Steve Fox e Feng Wei.

### Tekken 6
In cerca di Feng Wei per i suoi reati, i militari mandano Lei in Giappone, ma ritrovatosi senza aiuto torna ad Hong Kong. Con la Cina nel caos e disordini frequenti, Lei diventa impaziente. Lei conosce la vera ragione dei disordini: la Mishima Zaibatsu. Nel tentativo di arrestare Jin Kazama, Lei si iscrive al Tekken 6.
Sub-boss di Lei sono Feng Wei e Kazuya Mishima.

### Street Fighter X Tekken
Lei Wulong è presente come personaggio giocabile esclusivamente come DLC nelle versioni per PS3 e PS Vita.
Christie è alla ricerca del suo insegnante, Eddy, il quale è scomparso. Il poliziotto Lei Wulong sta svolgendo indagini al fine di ritrovarlo. Il loro unico indizio è la segnalazione di un uomo che corrisponde alla descrizione di Eddy, avvistato tra le forze armate della Shadaloo e quella della Mishima Zaibatsu che sono alla ricerca del vaso di Pandora in Antartide. Lei ricorda a Christie che loro non sono gli unici a cercare il vaso di Pandora; sono infatti presenti anche due strane persone: un britannico (Dudley) e una keniota (Elena). Visto che questi ultimi sono nelle vicinanze Elena accetta di combattere contro Christie, con grande dispiacere di Lei.
Nel finale Lei informa i suoi superiori che una luce bianca è apparsa improvvisamente, ma non ha avuto alcun segno di radiazioni su di lui e su Christie. In seguito si vede Eddy che gli dice che l'estrazione era stata annullata. Lei dice con rabbia ad Eddy che Christie ha attraversato il mondo intero per cercarlo, ma Eddy chiede a Lei di dire a Christie di dimenticarlo. Più tardi Lei chiede scusa a Christie per non aver fermato Eddy, ma Christie decide di continuare a cercarlo.